# Minuskel 75
Minuskel 75 (in der Nummerierung nach Gregory-Aland), ε 176 (von Soden) ist eine griechische Minuskelhandschrift des Neuen Testaments auf 484 Pergamentblättern (21,6 × 16 cm). Mittels Paläographie wurde das Manuskript auf das 12. Jahrhundert datiert. Die Handschrift ist vollständig. 

## Beschreibung
Die Handschrift enthält den Text der vier Evangelien. Er wurde einspaltig mit je 19 Zeilen geschrieben. Die Handschrift enthält die Epistula ad Carpianum, die Eusebischen Tabellen, Prolegomena, Listen der κεφαλαια, κεφαλαια, τιτλοι, Ammonianische Abschnitte (Matthäus 359, Markus 236, Lukas 342, Johannes 232), den Eusebischen Kanon, Lektionar-Markierungen und Bilder.
Zwei Papierblätter wurden im 16. Jahrhundert am Ende des Kodexes hinzugefügt.

## Text
Der griechische Text des Kodex repräsentiert den Byzantinischen Texttyp. Kurt Aland ordnete ihn in Kategorie V ein. Sie gehörte zur Textfamilie Kx. Textlich ist er nahe an Minuskel 6.

## Geschichte
1714 wurde die Handschrift der Bibliothek in Genf geschenkt. Sie wurde von Johann Jakob Wettstein untersucht. Die Handschrift wurde durch Johann Martin Augustin Scholz und 1883 von Caspar René Gregory kollationiert.
Der Kodex befindet sich zurzeit in der Bibliotheque Publique et Universitaire (Gr. 19) in Genf.